# Casa de la Marquesa de Selva Nevada

## Historia
Ana Ortiz de Móxica fue su primera propietaria a finales del siglo XVIII, quien la perdió por deudas y fue comprada en remate por María Josefa Rodríguez de Pinillos; tiempo después pasó por herencia a la hija de la marquesa. El siguiente propietario fue José Breier, conde de Breier, embajador de Austria Hungría en México, quien la modernizó, echando abajo mecheros y otras construcciones. María Josefa fue la más destacada dueña, ya que su historia se vincula con otros personajes ilustres que tendrían que ver con San Ángel y los carmelitas.

## Demografía
La casa de la Selva Nevada es una destacada casona ubicada en contra esquina con la Plaza de los Cielos, sobre calle Hidalgo 3, entre las calles Hidalgo y Reina col. San Ángel en la Delegación Álvaro Obregón en la Ciudad de México. 

## Arquitectura
Está pintada de color de amarillo con marcos y pretil en blanco, los cuales son sus colores originales desde su construcción. Tuvo un mirador en los altos, así como un gran tanque en el jardín que recolectaba las aguas provenientes de San Bartolomé Ameyalco; en la actualidad, ambas construcciones ya no existen. Conserva su gran jardín, el portón de madera en el acceso y una hornacina en la esquina, que remata una ventana enrejada y flanqueada por ajaraca (lazo o adorno de líneas y flores propio de la decoración árabe y mudéjar) compuesta por hexágonos y rombos; el nicho se desplanta sobre la cornisa superior de la ventana, va coronado por una venera (concha de la vieira, símbolo de los peregrinos que volvían de Santiago de Compostela) y ceñido por dos columnas tritóstilas (fustes de columnas o pilastrAs en los que se remarca cualquiera de los tercios inferiores o incluso los tres), con el fuste de estrías ondulantes que se unen por una cornisa; una segunda cornisa va por encima y sirve de peana (base de esculturas religiosas) a una cruz petria desnuda. El nicho guarda una escultura pétrea (que es de piedra) de Santa Ana, tal vez en recuerdo de la devoción a la patrona del colegio Carmelita. El nicho y las jambas (piezas que soportan un dintel o un arco) de los vanos corridas hasta la cornisa indican que la casa se originó en el siglo XVIII.